# Sabiá-rabilongo
Mimão-de-cauda-longa, mimo-rabilongo ou sabiá-rabilongo (Mimus longicaudatus) é uma espécie de ave da família Mimidae.
Pode ser encontrada nos seguintes países: Equador e Peru.
Os seus habitats naturais são: florestas secas tropicais ou subtropicais , florestas subtropicais ou tropicais húmidas de baixa altitude, matagal árido tropical ou subtropical e matagal tropical ou subtropical de alta altitude.